# Laksjön
Laksjön är en sjö i Heby kommun i Uppland och ingår i Tämnaråns huvudavrinningsområde.
Laksjön omtalas första gången i en gränstvist mellan Norrbo och Viby 1646.